# Indicatif régional 218

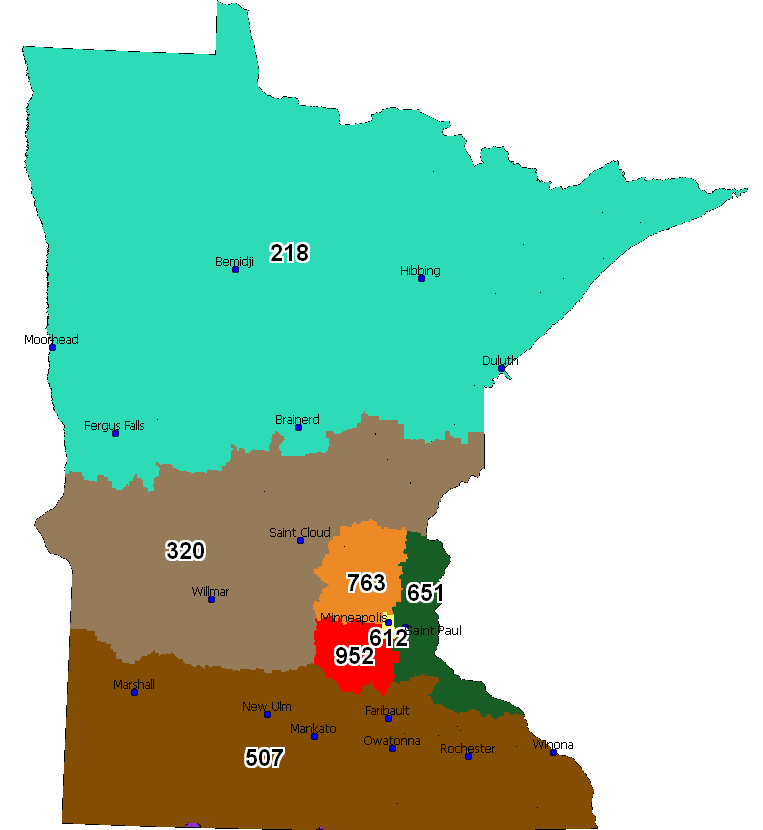
Carte de l'État du Minnesota avec les territoires de ses indicatifs régionaux. L'indicatif régional 218 est en vert.

L'indicatif régional 218 est l'un des indicatifs téléphoniques régionaux de l'État du Minnesota aux États-Unis. Cet indicatif couvre la moitié nord de l'État. Les principales villes desservies par l'indicatif sont Duluth, Hibbing, Brainerd, Bemidji et Moorhead.
La carte ci-contre indique en vert le territoire couvert par l'indicatif 218.
L'indicatif régional 218 fait partie du plan de numérotation nord-américain.

## Villes desservies par l'indicatif
| - Ada - Aitkin - Akeley - Ashby - Aurora - Babbitt - Backus - Bagley - Barnesville - Barnum - Battle Lake - Baudette - Baxter - Bemidji - Bena - Big Falls - Bigfork - Biwabik - Bovey - Boy River - Brainerd - Breckenridge - Brookston - Carlton | - Cass Lake - Chisholm - Clearbrook - Cloquet - Cohasset - Coleraine - Cook - Cromwell - Crookston - Crosby - Dalton - Deer River - Deerwood - Detroit Lakes - Dilworth - Duluth - East Grand Forks - Elbow Lake - Ely - Emily - Erhard - Erskine - Eveleth | - Federal Dam - Fergus Falls - Fertile - Floodwood - Fosston - Frazee - Gilbert - Glyndon - Grand Marais - Grand Portage - Grand Rapids - Greenbush - Hackensack - Hallock - Hawley - Hermantown - Hibbing - Hill City - Hoyt Lakes - Humboldt - International Falls - Karlstad - Keewatin | - Littlefork - Longville - Lutsen - Mahnomen - McGregor - Menahga - Mizpah - Moorhead - Moose Lake - Motley - Mountain Iron - Nashwauk - Newfolden - New York Mills - Northome - Nisswa - Outing - Orr - Park Rapids - Parkers Prairie - Pelican Rapids - Pequot Lakes - Perham - Pine River | - Proctor - Red Lake Falls - Remer - Roseau - Rothsay - St. Hilaire - St. Vincent - Sebeka - Silver Bay - Staples - Sturgeon Lake - Thief River Falls - Thomson - Tower - Twin Valley - Two Harbors - Vergas - Virginia - Wadena - Walker - Warren - Warroad - Willow River - Wrenshall |

## Source
- (en) Cet article est partiellement ou en totalité issu de l’article de Wikipédia en anglais intitulé « Area code 218 » (voir la liste des auteurs).